# Suszky (obwód połtawski)
Suszky (ukr. Сушки) – wieś na Ukrainie, w obwodzie połtawskim, w rejonie kozelszczynskim. W 2001 roku liczyła 736 mieszkańców.